# Let Me Love You (DJ Snake)
Let Me Love You è un singolo del DJ francese DJ Snake, pubblicato il 5 agosto 2016 come terzo estratto dal primo album in studio del DJ, Encore.
Il singolo ha visto la partecipazione alla parte vocale del cantautore canadese Justin Bieber.

## Successo commerciale
Negli Stati Uniti il brano debuttò alla numero 12 della Billboard Hot 100 nell'agosto 2016, e con 113.000 scaricamenti debuttò in vetta alla Digital Songs, la prima numero uno nella carriera di DJ Snake e la sesta volta per Bieber. Nel mese di ottobre 2016, il singolo raggiunse la posizione numero 4. Per DJ Snake si tratta della terza hit nella top 10 statunitense, e per Bieber della dodicesima.
Nel Regno Unito esordì alla posizione numero 2 dietro ai Major Lazer assieme ancora a Justin Bieber in "Cold Water".
In Italia il singolo arrivò alla posizione numero 1 nella sua ottava settimana, e vi rimase per tre settimane consecutive. Si tratta del primo singolo alla numero 1 in Italia per il dj francese, e il secondo per Bieber dopo la già citata "Cold Water".

## Remix ufficiale
In seguito alla pubblicazione del brano, DJ Snake ha pubblicato un remix ufficiale del brano cantato dal cantante R&B R. Kelly invece che da Justin Bieber. Il remix ha ottenuto risultati commerciali modesti, raggiungendo la numero 124 nella classifica singoli americana e la numero 11 nella classifica Hot Dance/Electronic Songs.
In seguito vennero pubblicati altri 2 remix: uno con Sean Paul e uno con Tropkillaz e MC Livino, entrambi i remix mantengono alcune parti vocali di Justin Bieber.

## Classifiche

### Classifiche settimanali
| Classifica (2016-24) | Posizione massima |
| -------------------- | ----------------- |
| Australia            | 2                 |
| Austria              | 4                 |
| Belgio (Fiandre)     | 6                 |
| Belgio (Vallonia)    | 3                 |
| Canada               | 4                 |
| Danimarca            | 3                 |
| Finlandia            | 1                 |
| Francia              | 1                 |
| Germania             | 1                 |
| Giappone             | 92                |
| Irlanda              | 2                 |
| Italia               | 1                 |
| Lussemburgo          | 2                 |
| Norvegia             | 1                 |
| Nuova Zelanda        | 3                 |
| Paesi Bassi          | 1                 |
| Panama               | 176               |
| Regno Unito          | 2                 |
| Spagna               | 5                 |
| Stati Uniti          | 4                 |
| Svezia               | 2                 |
| Svizzera             | 1                 |

### Classifiche di fine anno
| Classifica (2016) | Posizione |
| ----------------- | --------- |
| Islanda           | 11        |
| Classifica (2017) | Posizione |
| Brasile           | 61        |